# Vibrissina leibyi
Vibrissina leibyi là một loài ruồi trong họ Tachinidae.